# Анонимус
Анонимус или „Анонимни бележник краља Беле“ (лат. Anonymus или Bele Regis Notarius; касни 12. век – рани 13. век) био је бележник и хроничар мађарског краља, по доступним подацима,  краља Беле III Мало се зна о њему, али његово латинизовано име је почело са П, пошто је себе називао „P. dictus magiste“.
Анонимус је познат по свом делу Геста Хунгарорум („Дела Мађара“), написаном на средњовековном латинском језику око 1200. године. Ово дело пружа најдетаљнију историју мађарског освајања Карпатског басена. Већина његових покушаја да објасни порекло неколико мађарских имена места није подржана модерном етимологијом, што не значи да нису тачни и обрнуто.

## Идентитет
Идентитет аутора Гесте је одувек био предмет научне дебате. Иако га прве речи уводне реченице, почетно „П“ које следи речи „dictus magister ac quondam bone memorie gloriosissimi Bele regis Hungarie notarius“, описују, оне се не могу једнозначно тумачити. Пре свега, нејасно је тумачење текста „P dictus magister“. Текст се може односити на човека чији је монограм био П или може бити скраћеница од латинске речи за „горе поменути“ (praedictus) у односу на име на насловној страни које сада недостаје. Већина научника прихвата претходну верзију, преводећи текст као „П који се зове магистер, а понекад и нотар најславнијег Беле, мађарског краља лепог сећања“.
У својој студији из 1937. историчар Лоранд Силађи је идентификовао Анонимуса са извесним Петром, каноником, замеником проректора катедралног капитула у Естергому. Неколико аутора је делило његово гледиште све до 1966. године, када је књижевни часопис „Саопштења о историји књижевности” (Irodalomtörténeti Közlemények) објавио радове Јаноша Хорвата млађег и Кароља Шољома, који су тврдили да је Анонимус идентичан са Петром, бискупом из Ђера. Познати историчар Ђерђ Ђерфи одбацио је њихову теорију 1970. године и сматрао ауторством неког Петра, који је служио као проректор Будима, упркос чињеници да нема података о постојању такве личности.